# Задреб'я (Новоізборська волость)
Задреб'я (рос. Задребье) — присілок в Печорському районі Псковської області Російської Федерації.
Населення становить 14 осіб. Входить до складу муніципального утворення Новоізборська волость.

## Історія
Від 2015 року входить до складу муніципального утворення Новоізборська волость.

## Населення
| 2001 | 2002 | 2010 |
| ---- | ---- | ---- |
| 17   | ↘8   | ↗14  |